# MundoMax
MundoMax (anciennement connu sous le MundoFox jusqu'au 28 juillet 2015) était un réseau de télévision américain en espagnol appartenant à la chaîne privée colombienne RCN Televisión.

## Histoire
(juin 2017).
Le contenu est difficilement compréhensible vu les erreurs de traduction, qui sont peut-être dues à l'utilisation d'un logiciel de traduction automatique.
Le réseau a été fondé à l'origine en tant que joint-venture entre la MRC et aux États-Unis Fox Entertainment Group à travers sa division de Fox International Channels, et porte un large éventail de publications en série (constitués de deux telenovelas et téléséries), théâtralement libéré et faire-pour-domicile films vidéo et des émissions de variétés, ainsi que des nouvelles et des émissions sportives limité.
MundoFox a son siège social à d'autres opérations de télévision américaines de 21st Century Fox à Los Angeles, en Californie. Le réseau est dirigé par son président Ibra Morales, qui a remplacé le président d'origine Emiliano Saccone en janvier 2014.

### Comme MundoFox
Fox International Channels utilisés d'abord le nom "MundoFox" en 2006, en tant que marque pour le site de la chaîne câblée américaine latine Canal Fox. Au début de 2009, le site Internet de la chaîne a introduit un service de vidéo à la demande en streaming pour les programmes Canal Fox en espagnol et portugais, qui a également été stigmatisés comme Mundofox (le nom de domaine pour le site de Canal Fox a été changé pour canalfox.com au début de 2012).

### Comme MundoMax
Le 16 juillet 2015, 21st Century Fox a annoncé qu'il avait vendu sa participation dans MundoFox à RCN, donnant la pleine propriété ferme. Fox International Channels président Herman Lopez a déclaré que la société était « fier d'avoir commencé mundofox avec RCN et nous sommes confiants qu'ils vont réaliser tout le potentiel du réseau. »
Le 10 novembre 2016, il a été confirmé la fermeture du réseau, effectif le 30 novembre 2016. Les raisons sont principalement les basses audiences ainsi que la pénétration puisque la majorité des affiliés émettent à basse puissance et ne sont donc pas distribués sur le câble.

## Émissions
- 100 Latinos Dijeron
- José de Egipto
- Suleimán, El Gran Sultán (2011-2014)
- La Guerrera (2012-2013)
- El Capitán Camacho
- El Laberinto de Alicia
- La Chica Vampiro
- El Estilista
- El Fantasma del Gran Hotel
- Amo de Casa
- Chepe Fortuna
- Cumbia Ninja
- Café, con aroma a mujer
- En Nombre del Honor
- ¿Quién mató a Patricia Soler? (2015)
- Uga-Uga

### Terminés
- Pobres Rico (RCN Televisión, 2012-2013)
- El Factor X
- Minuto para Ganar
- El octavo mandamiento (Cadenatres et Argos Comunicación, 2011-2012)
- La Marca del Deseo
- Amas de Casa Desesperadas
- Marido a Sueldo
- Los Reyes
- Merlina Mujer Divina
- Cocinos al limite
- Historias clasificadas
- Hagalo Simple
- Actitud Femenina
- El Capo
- Central Fox en MundoFOX
- Noticias MundoFOX
- Protagonistas de Nuestra Tele
- The Bridge
- El Albergue
- Hancock
- Tu Vida más Simple
- Sabores de Familia
- Luz en Casa
- Contra las Cuerdas

## Affiliés
- New York : WPXO-LD (en), désormais América Tevé
- Los Angeles : KWHY-TV (en), désormais indépendant
- Chicago : WOCK-CD (en), diffuse des infopublicités
- Philadelphie : WPSJ-CD (en), désormais América Tevé
- Dallas : KFWD (en), désormais SonLife